# Otto Woegerer
Otto Woegerer (né le 4 février 1908 à Vienne, mort le 29 juillet 1966 dans la même ville) est un acteur autrichien.

## Biographie
Woegerer étudie à l'académie de musique et des arts du spectacle de Vienne auprès d'Armin Seydelmann. En 1928, il passe un an d'apprentissage au Volkstheater et débute en 1929 au Stadttheater Klagenfurt dans Don Karlos.
Il vient en 1930 au théâtre de Saint-Gall, en 1931 au théâtre de Meiningen, en 1932 au Théâtre Hebbel à Berlin, en 1933 au Théâtre de l'Odéon à Paris. De 1934 à 1936, il fait partie du Agnes-Straub-Ensemble. De 1936 à 1944, il joue sous la direction de Heinz Hilpert au Deutsches Theater de Berlin. Puis il est soldat jusqu'à la fin de la Seconde Guerre mondiale et prisonnier.
Woegerer est engagé au Theater in der Josefstadt de 1945 à 1948. Il revient au Volkstheater et interprète de grandes pièces classiques.
Il est l'époux de Gerda Carlsen, chanteuse d'opéra.

## Filmographie
- 1928 : Heiratsfieber
- 1936 : Die Nacht mit dem Kaiser
- 1947 : Die Welt dreht sich verkehrt
- 1948 : Le Procès
- 1948 : Die Frau am Wege
- 1951 : Ruf aus dem Äther
- 1951 : Asphalt
- 1952 : Verlorene Melodie
- 1953 : Pünktchen und Anton (de)
- 1954 : Der Komödiant von Wien
- 1955 : La Fin d'Hitler
- 1955 : Dunja
- 1956 : Mayerling - le dernier amour du fils de Sissi
- 1960 : Herr Puntila und sein Knecht Matti
- 1961 : Liselott (TV)
- 1962 : Frau Suitner (TV)
- 1962 : Stützen der Gesellschaft (TV)
- 1963 : Hotel du Commerce (TV)